# Cho Sung-ki
Cho Sung-ki es un escritor coreano.

## Biografía
Cho Sung-ki nació el 30 de marzo de 1951 en Goseong, provincia de Gyeongsang del Sur, Corea del Sur. Fue a la Escuela Secundaria Busan y la Escuela de Bachillerato Gyeonggi, donde se formó leyendo casi mil obras de ficción, crítica literaria y poesía, y aprendió gramática copiando a mano un libro de esta materia. También sufrió con sus ansias sexuales y encontró refugió en la religión. Entró en la Universidad Nacional de Seúl y se graduó en Derecho. También obtuvo un máster de la Escuela prebisteriana Divinity.

## Obra
Su literatura, tanto las novelas como las historias cortas, se centran en la revelación de aspectos personales avergonzantes. Este rasgo autobiográfico hace que sus obras sean más interesantes.
Debutó en la literatura en 1971, cuando ganó el Concurso Literario de Nueva Primavera patrocinado por el periódico Dong-a Ilbo con el relato Caleidoscopio (Manhwagyeong), pero luego se mantuvo en silencio durante los siguientes catorce años. En 1985, volvió a la escritura y publicó La espada de fuego (Lahateu Haherep), una obra que recibió el Premio al Escritor Actual. Desde entonces ha mantenido un ritmo continuo de publicación. En 1986 recibió el Premio Cultural Cristiano por La noche de Yavhé; y en 1991 el Premio Literario Yi Sang por Un escritor de ficción en nuestros días (Uri sidaeui soseolga).
El fondo de muchas de sus obras es el sentido de las ataduras de la vida humana. Esta atadura puede tomar la forma de la opresión política, como en La cascada Buril (Buril pokpo); o de la violencia cultural como en Un chamán de nuestros días (Uri sidaeui mudang). Asimismo uno puede quedarse atrapado en su propia red de ambiciones, como en la novela La vista del deseo de un cuervo, donde desarrolla este tema aludiendo a los poemas del afamado Yi Sang. Sin embargo, la novela ofrece una salida de ese confinamiento fundamental de la existencia a través de arrebatos violentos o energía erótica. La novela El amor en nuestro tiempo (Uri sidaeui sarang) presenta el erotismo como el mecanismo vital para salir de la vida interior. El erotismo, el humor y la yuxtaposición de las interpretaciones subjetiva y objetiva de los hechos son las técnicas principales que usa para desafiar el confinamiento humano.

## Obras en coreano (lista parcial)
Novelas
- Campana de libertad (Jayujong),
- Un nido de espinas (Gasi dungji),
- Un poco más rápido, como con tristeza (Seulpeundeusi jogeum ppareuge)
- El mundo de Baba (Babaui nara),
- El periodo de la guerra (Jeonguk sidae)
- La espada ardiente del edén (Edenui bulkal)

Relatoss
- Reyes y perros (Wanggwa gae)
- Anima, o recuerdos sobre las mujeres (Anima, hogeun yeoja-e gwanhan gieok)
- El camino que va al templo Tongdo (Tongdosa ganeun gil).

## Premios
- Concurso Literario de Nueva Primavera
- Premio al escritor Actual (1985)
- Premio Literario Yi Sang (1991)